# Michail Filippowitsch Schatrow
Michail Filippowitsch Schatrow (russisch Михаил Филиппович Шатров; * 3. April 1932 in Moskau als Michail Filippowitsch Marschak, russisch Михаил Филиппович Маршак; † 23. Mai 2010 ebenda) war ein sowjetischer beziehungsweise russischer Dramatiker, der als der „Historiker unter den russischen Dramatikern“ gilt.

## Werk
Er schrieb mehrere Dramen, die sich von einem Standpunkt der kritischen Sympathie mit Lenin und der Geschichte der Sowjetunion auseinandersetzen, z. B.:
- Der 6. Juli (Шестое июля), 1964, verfilmt UdSSR 1968
- Bolschewiki (Большевики), 1969, 1983
- Wetter für morgen, 1974
- Blaue Pferde auf rotem Gras (Синие кони на красной траве), 1979
- So werden wir siegen (Так победим!), 1982
- Diktatur des Gewissens (Диктатура совести), 1986
- Weiter … weiter … weiter! (Дальше… дальше… дальше!), 1988

Die Stücke Schatrows wurden in vielen Theatern der DDR, unter anderem im Ost-Berliner Maxim-Gorki-Theater, im Berliner Ensemble und im Staatsschauspiel Dresden aufgeführt. Sein historischer Roman Der Frieden von Brest-Litowsk (russ. Брестский мир / Brestski mir / Brester Frieden) erschien in deutscher Übersetzung bei Kiepenheuer & Witsch in Köln (1991 und erneut 2018).
1983 wurde er mit dem Staatspreis der UdSSR ausgezeichnet.
1993 schrieb er für Vanessa Redgrave ein Drama über die Verfolgungen unter Joseph McCarthy.
Politisch vertrat er linke Ansichten, zwar ein dezidierter Stalin-Gegner, blieb er im Grunde den Idealen des Sozialismus treu.

## Deutsche Ausgabe
- Michail Schatrow, Bolschewiki, Der 6. Juli. Blaue Pferde auf rotem Gras. So werden wir siegen. Dialog (Buchreihe), Berlin 1984

## Filmografie
- 1980: Blaue Pferde auf rotem Gras (Theateraufzeichnung)
- 1981: Zwei Zeilen, kleingedruckt (Dwe strotschki melkim schriftom)